# Еспіриту-Санто (острів)
Еспіриту-Санто (від ісп. espíritu santo — Святий Дух, іноді називають просто Санто) — найбільший острів у складі Вануату. Площа 3955,5 км². Населення — 39 601 чоловік. Входить до складу архіпелагу Нові Гебриди в тихоокеанському регіоні Меланезія. Основна частина провінції Санма.
Місто Луганвіль на південно-східному узбережжі Еспіриту-Санто — друге за величиною місто Вануату й столиця провінції. Дороги йдуть на північ і на захід від Луганвілля, але більша частина острова не має дорожньої мережі.
Найвища точка острова — гора Табвемасана на заході центральної частини острова, вона є одночасно найвищою точкою всієї країни.

## Історія

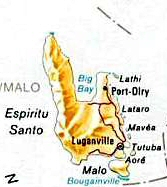
Карта острова

Португальський дослідник, іспанський службовець, Педро Фернандес Кірос 1606 року заснував поселення в бухті Біг-Бей на північному боці острова. Еспіриту-Санто отримав свою назву від Кіроса, який назвав всю групу островів Австралія-де-Еспіранту-Санто.
Під час останніх етапів Другої світової війни острів був базою США та зосереджував військове постачання, аеродром і бази підтримки.
Між травнем і серпнем 1980 року острів був місцем повстання під час передачі влади над колоніальними Новими Гебридами від спільного британсько-французького кондомініуму до незалежного Вануату. Рух Джиммі Стівенса Нагріамель оголосив острів Еспіранту Санто незалежним від нового уряду. Була проголошена Республіка Вемерана. Колишня франко-британська адміністрація та збройні сили поставились до самопроголошеної республіки індиферентно. У зв'язку з цим уряд Вануату запрохав допомоги з Папуа Нової Гвінеї, чиї сили вторглись на острів і відновили центральну владу.

## Сучасність
Нині Санто, завдяки наявності у прилеглих водах кораблів, що зазнали катастроф, і рифів, є популярним об'єктом туризму, зокрема, дайвінгу. Там також є відомий пляж Шампань-Біч, дуже популярний у туристів, відрізняється рожевим піском і прозорою водою. В західній частині острова розташовано багато печер. Круїзні лайнери часто зупиняються в Луганвіллі.
Джерелом прибутку для місцевих жителів є туристична індустрія, вирощування арахісу, сільське господарство й рибальство.
Більшість населення Санто — християни. Найбільші церковні громади на острові — Пресвітеріанська Церква Вануату, Католицька церква й Церква Меланезії (Англіканська). Активність проявляють також Апостольська Церква, Церква Христа й Адвентисти сьомого дня. Однак є багато сільських жителів, які все ще сповідують язичництво.
Головні сучасні проблеми острова — малярія, туберкульоз, зростання числа випадків ВІЛ-інфекції. Широко практикується вживання наркотику — місцевого виду перцю, також зростає вживання алкогольних напоїв. Це тягне за собою зростання злочинності, особливо випадків насильства у відношенні до жінок, й родову війну.

## Персоналії
- Села Моліса (1950—2022) — політик Вануату.